# 鐵門關 (烏茲別克斯坦)
鐵門關是古代絲綢之路的重要隘口，位於烏茲別克斯坦，连通撒马尔罕与巴尔赫两城。據玄奘法師在《大唐西域记》中的描述，鐵門「两旁石壁，其色如铁」，因為十分險峻堅固，所以稱之為鐵門。

## 歷史
中國唐代玄奘法師西行時，曾途經鐵門關。當時鐵門關控制在突厥人手裡:74；其山口設有大門，用鐵加固，門上還掛著不少鐵鈴鐺:28。
13世纪，丘處機受成吉思汗徵招西行至中亞地區時，曾途經鐵門關。
然而史料紀載名為鐵門關的地方可能有所差異，如《元史》紀錄成吉思汗本人北返時曾在鐵門關驻紮過，並在那裡遇見甪端，而該紀載指出的鐵門關是位於東印度。
西方地理著作對鐵門關最早的紀錄，見於19世紀後期法國地理學家雷克呂斯的《世界地理》第六卷「俄属亚洲」，除對鐵門關的文字描寫外，還配有一張描繪鐵門關的木刻插圖。